# 논현정보도서관
논현정보도서관은 서울특별시 강남구에 있는 도서관이다.

## 연혁
- 2003.07.09 개관

## 이용 안내
이용 시간
- 09:00~21:00 (월~금)
- 09:00~17:00 (토)

휴관일
- 매주 일요일
- 법정공휴일